# Koeweits voetbalelftal in 2013
Het Koeweits voetbalelftal speelde in totaal 17 interlands in het jaar 2013, waaronder zes wedstrijden in regionale toernooien. Bij de Golf Cup of Nations 2013 werd de halve finale bereikt, waarin werd verloren van de Verenigde Arabische Emiraten. In december speelde Koeweit één wedstrijd op het West-Aziatisch kampioenschap voetbal 2014, dat zich voortzette in het volgende jaar. De selectie van Koeweit stond gedurende 2013 onder leiding van de Serviër Goran Tufegdžić. Op de FIFA-wereldranglijst steeg Koeweit in 2013 van de 120ste (januari) naar de 105e positie (december 2013). Het land boekte zijn grootste overwinning op 18 januari 2015 tegen Bahrein (6–1).

## Balans
| Wedstrijden | Wedstrijden | Wedstrijden | Wedstrijden | Doelpunten | Doelpunten | Doelpunten | Punten |
| Gespeeld    | Winst       | Gelijk      | Verlies     | Voor       | Tegen      | Saldo      | Punten |
| ----------- | ----------- | ----------- | ----------- | ---------- | ---------- | ---------- | ------ |
| 17          | 10          | 4           | 3           | 29         | 12         | +17        | 1.412  |

## Interlands
| Golf Cup of Nations 2013 |
| ------------------------ |

|                                                                    |                                            |       |       | |
| 6 januari Golf Cup of Nations Groep B «onderlinge duels» 16:15 uur | Koeweit                                    | 2 – 0 | Jemen | Khalifa Sports City Stadion, Madinat Isa Toeschouwers: 10.000 Scheidsrechter: Banjar Al-Dosari (QAT) |
| 6 januari Golf Cup of Nations Groep B «onderlinge duels» 16:15 uur | Yousef Al-Sulaiman 63' Bader Al-Muttwa 82' |       |       | Khalifa Sports City Stadion, Madinat Isa Toeschouwers: 10.000 Scheidsrechter: Banjar Al-Dosari (QAT) |

|                                                                    |                   |       |         | |
| 9 januari Golf Cup of Nations Groep B «onderlinge duels» 16:15 uur | Irak              | 1 – 0 | Koeweit | Khalifa Sports City Stadion, Madinat Isa Toeschouwers: 12.000 Scheidsrechter: Nawaf Shukralla (BHR) |
| 9 januari Golf Cup of Nations Groep B «onderlinge duels» 16:15 uur | Hammadi Ahmad 29' |       |         | Khalifa Sports City Stadion, Madinat Isa Toeschouwers: 12.000 Scheidsrechter: Nawaf Shukralla (BHR) |

|                                                                     |                        |       |               | |
| 12 januari Golf Cup of Nations Groep B «onderlinge duels» 17:45 uur | Koeweit                | 1 – 0 | Saoedi-Arabië | Khalifa Sports City Stadion, Madinat Isa Toeschouwers: 25.000 Scheidsrechter: Ravshan Irmatov (UZB) |
| 12 januari Golf Cup of Nations Groep B «onderlinge duels» 17:45 uur | Yousef Al-Sulaiman 13' |       |               | Khalifa Sports City Stadion, Madinat Isa Toeschouwers: 25.000 Scheidsrechter: Ravshan Irmatov (UZB) |

|                                                                          |                              |       |         |                                                                                         |
| 15 januari Golf Cup of Nations Halve finale «onderlinge duels» 16:15 uur | Verenigde Arabische Emiraten | 1 – 0 | Koeweit | Nationaal stadion, Manama Toeschouwers: 30.000 Scheidsrechter: Abdullah Al-Hilali (OMA) |
| 15 januari Golf Cup of Nations Halve finale «onderlinge duels» 16:15 uur | Ahmed Khalil 89'             |       |         | Nationaal stadion, Manama Toeschouwers: 30.000 Scheidsrechter: Abdullah Al-Hilali (OMA) |

|                                                                          | |       |                        |                                                                                       |
| 18 januari Golf Cup of Nations Troostfinale «onderlinge duels» 15:30 uur | Koeweit | 6 – 1 | Bahrein                | Nationaal stadion, Manama Toeschouwers: 10.000 Scheidsrechter: Banjar Al-Dosari (QAT) |
| 18 januari Golf Cup of Nations Troostfinale «onderlinge duels» 15:30 uur | Abdulhadi Khamis 35' Abdulhadi Khamis 38' Abdulhadi Khamis 54' (pen.) Abdulrahman Bani 65' Bader Al-Muttwa 66' Abdulaziz Al-Salimi 71' |       | 1' Abdulla Yusuf Helal | Nationaal stadion, Manama Toeschouwers: 10.000 Scheidsrechter: Banjar Al-Dosari (QAT) |

|  |  |  |  |  |  |  |  |  |

|                                                            |                          |       |                                                                          |                                                                                   |
| 6 februari Kwalificatie AK 2015 Groep B «onderlinge duels» | Thailand                 | 1 – 3 | Koeweit                                                                  | Rajamangalastadion, Bangkok Toeschouwers: 15.000 Scheidsrechter: Ryuji Sato (JPN) |
| 6 februari Kwalificatie AK 2015 Groep B «onderlinge duels» | Chanathip Songkrasin 76' |       | 25' (e.d.) Theeratorn Bunmatan 59' Hussein Fadhel Ali 67' Hamad Aman Ali | Rajamangalastadion, Bangkok Toeschouwers: 15.000 Scheidsrechter: Ryuji Sato (JPN) |

|                                               |         |       |           |                                     |
| 21 maart Vriendschappelijk «onderlinge duels» | Koeweit | 2 – 1 | Palestina | Jaber Al-Ahmadstadion, Koeweit-Stad |
| 21 maart Vriendschappelijk «onderlinge duels» |         |       |           | Jaber Al-Ahmadstadion, Koeweit-Stad |

|                                                          |                          |       |                    |                                                                                                |
| 26 maart Kwalificatie AK 2015 Groep B «onderlinge duels» | Koeweit                  | 1 – 1 | Iran               | Al-Sadaqua Walsalamstadion, Koeweit-Stad Toeschouwers: 12.321 Scheidsrechter: Min Hu-lee (KOR) |
| 26 maart Kwalificatie AK 2015 Groep B «onderlinge duels» | Fahad Shaheen 76' (pen.) |       | 45' Masoud Shojaei | Al-Sadaqua Walsalamstadion, Koeweit-Stad Toeschouwers: 12.321 Scheidsrechter: Min Hu-lee (KOR) |

|                                             |                    |       |         |                                                                        |
| 6 juni Vriendschappelijk «onderlinge duels» | Hongarije          | 1 – 0 | Koeweit | ETO Park, Győr Toeschouwers: 8.000 Scheidsrechter: Nikolaj Hänni (SUI) |
| 6 juni Vriendschappelijk «onderlinge duels» | Vilmos Vanczák 58' |       |         | ETO Park, Győr Toeschouwers: 8.000 Scheidsrechter: Nikolaj Hänni (SUI) |

|                                                  |                                         |       |             |                                     |
| 6 september Vriendschappelijk «onderlinge duels» | Koeweit                                 | 2 – 1 | Noord-Korea | Jaber Al-Ahmadstadion, Koeweit-Stad |
| 6 september Vriendschappelijk «onderlinge duels» | Bader Al-Muttwa 43' Bader Al-Muttwa 86' |       |             | Jaber Al-Ahmadstadion, Koeweit-Stad |

|                                                  |         |       |         |                                          |
| 9 september Vriendschappelijk «onderlinge duels» | Koeweit | 2 – 1 | Bahrein | Al-Sadaqua Walsalamstadion, Koeweit-Stad |
| 9 september Vriendschappelijk «onderlinge duels» |         |       |         | Al-Sadaqua Walsalamstadion, Koeweit-Stad |

|                                                |                          |       |                        |                               |
| 9 oktober Vriendschappelijk «onderlinge duels» | Jordanië                 | 1 – 1 | Koeweit                | Koning Abdullahstadion, Amman |
| 9 oktober Vriendschappelijk «onderlinge duels» | Adnan Suleiman Adous 67' |       | 74' Yousef Al-Sulaiman | Koning Abdullahstadion, Amman |

|                                                            |                     |       |                        |                                                                                            |
| 15 oktober Kwalificatie AK 2015 Groep B «onderlinge duels» | Libanon             | 1 – 1 | Koeweit                | Camille Chamounstadion, Beiroet Toeschouwers: 15.000 Scheidsrechter: Ravshan Irmatov (UZB) |
| 15 oktober Kwalificatie AK 2015 Groep B «onderlinge duels» | Mohamad Ghaddar 50' |       | 26' Yousef Al-Sulaiman | Camille Chamounstadion, Beiroet Toeschouwers: 15.000 Scheidsrechter: Ravshan Irmatov (UZB) |

|                                                 |                                                           |       |          |                                          |
| 8 november Vriendschappelijk «onderlinge duels» | Koeweit                                                   | 3 – 0 | Maleisië | Al-Sadaqua Walsalamstadion, Koeweit-Stad |
| 8 november Vriendschappelijk «onderlinge duels» | Fahad Al-Rashidi 6' Saif Al-Hashan 34' Ahmad Al-Azemi 54' |       |          | Al-Sadaqua Walsalamstadion, Koeweit-Stad |

|                                                             |         |       |         |                                                                                            |
| 15 november Kwalificatie AK 2015 Groep B «onderlinge duels» | Koeweit | 0 – 0 | Libanon | Al Kuwaitstadion, Koeweit-Stad Toeschouwers: 11.500 Scheidsrechter: Khalil Al Ghamdi (KSA) |
| 15 november Kwalificatie AK 2015 Groep B «onderlinge duels» |         |       |         | Al Kuwaitstadion, Koeweit-Stad Toeschouwers: 11.500 Scheidsrechter: Khalil Al Ghamdi (KSA) |

|                                                             |                                                                        |       |                       |                                                                                             |
| 19 november Kwalificatie AK 2015 Groep B «onderlinge duels» | Koeweit                                                                | 3 – 1 | Thailand              | Al Kuwaitstadion, Koeweit-Stad Toeschouwers: 5.000 Scheidsrechter: Valentin Kovalenko (UZB) |
| 19 november Kwalificatie AK 2015 Groep B «onderlinge duels» | Yousef Al-Sulaiman 19' Fahad Shaheen 56' (pen.) Yousef Al-Sulaiman 71' |       | 68' Mongkol Tossakrai | Al Kuwaitstadion, Koeweit-Stad Toeschouwers: 5.000 Scheidsrechter: Valentin Kovalenko (UZB) |

| West-Aziatisch kampioenschap voetbal 2014 |
| ----------------------------------------- |

|                                                                     |                                              |       |         | |
| 29 december West-Aziatisch kampioenschap Groep C «onderlinge duels» | Koeweit                                      | 2 – 0 | Libanon | Sheikh Jassim Bin Hamadstadion, Doha Toeschouwers: 400 Scheidsrechter: Jameel Juma Abdulsain (BHR) |
| 29 december West-Aziatisch kampioenschap Groep C «onderlinge duels» | Fahad Al-Hajeri 41' Faisal Zaid Al-Harbi 85' |       |         | Sheikh Jassim Bin Hamadstadion, Doha Toeschouwers: 400 Scheidsrechter: Jameel Juma Abdulsain (BHR) |

## FIFA-wereldranglijst
| JAN | FEB | MAR | APR | MEI | JUN | JUL | AUG | SEP | OKT | NOV | DEC |
| --- | --- | --- | --- | --- | --- | --- | --- | --- | --- | --- | --- |
| 120 | 110 | 113 | 113 | 113 | 111 | 110 | 112 | 109 | 109 | 106 | 105 |

## Statistieken
| Nawaf Al-Khaldi         | 1981-05-25 | Qadsia SC     | 12 | 0 | 0 | 12 | 0 |
| Khalid Al-Rashidi       | 1987-04-20 | Al-Salmiya SC | 1  | 1 | 0 | 2  | 0 |
| Abdulrahman Al-Hesainan | 1992-08-22 | Kuwait SC     | 1  | 0 | 0 | 1  | 0 |
| Hamid Al-Qallaf         | 1987-08-10 | Saham Club    | 1  | 0 | 0 | 1  | 0 |
| Sulaiman Abdulghafoor   | 1991-02-26 | Al-Arabi      | 0  | 1 | 0 | 1  | 0 |
| Verdediging             |            |               |    |   |   |    |   |
| Fahad Shaheen           | 1985-02-26 | Kuwait SC     | 13 | 0 | 2 | 13 | 2 |
| Musaed Al-Enezi         | 1983-07-08 | Qadsia SC     | 8  | 0 | 0 | 8  | 0 |
| Mohammad Al-Rashidi     | 1988-11-24 | Al-Arabi      | 8  | 0 | 0 | 8  | 0 |
| Husain Al-Shammari      | 1984-06-26 | Kuwait SC     | 7  | 1 | 0 | 8  | 0 |
| Mohammad Al-Fadhli      | 1987-07-01 | Qadsia SC     | 5  | 0 | 0 | 5  | 0 |
| Fahad Al-Hajeri         | 1991-11-10 | Al-Salmiya SC | 4  | 1 | 1 | 5  | 1 |
| Amer Al-Fadhel          | 1988-04-21 | Qadsia SC     | 4  | 1 | 0 | 5  | 0 |
| Hussein Ali             | 1984-10-09 | Al-Wahda FC   | 4  | 0 | 1 | 4  | 1 |
| Ali Al-Maqseed          | 1986-12-11 | Al-Arabi      | 1  | 2 | 0 | 3  | 0 |
| Dhari Abdullah          | 1986-11-30 | Qadsia SC     | 1  | 0 | 0 | 1  | 0 |
| Abdulrahman Al-Enezi    | 1991-06-09 | Qadsia SC     | 1  | 0 | 0 | 1  | 0 |
| Ahmad Al-Rashidi        | 1983-08-16 | Al-Arabi      | 1  | 0 | 0 | 1  | 0 |
| Khaled Hajiah           | 1992-08-28 | Qadsia SC     | 1  | 0 | 0 | 1  | 0 |
| Ahmad Rashed            | 1991-10-20 | Al Sahel      | 1  | 0 | 0 | 1  | 0 |
| Middenveld              |            |               |    |   |   |    |   |
| Talal Al-Enezi          | 1985-11-10 | Al-Arabi      | 12 | 0 | 0 | 12 | 0 |
| Waleed Jumah            | 1980-11-03 | Kuwait SC     | 10 | 2 | 0 | 12 | 0 |
| Fahad Al-Ansari         | 1987-02-25 | Qadsia SC     | 7  | 1 | 0 | 8  | 0 |
| Saleh Al-Hendi          | 1982-05-29 | Qadsia SC     | 5  | 3 | 0 | 8  | 0 |
| Hamad Ali               | 1989-12-06 | Qadsia SC     | 3  | 4 | 1 | 7  | 1 |
| Jarah Al-Ataiqi         | 1981-10-15 | Kuwait SC     | 6  | 0 | 0 | 6  | 0 |
| Talal Al-Amer           | 1987-02-22 | Qadsia SC     | 2  | 4 | 0 | 6  | 0 |
| Fahad Al-Enezi          | 1988-09-01 | Kuwait SC     | 3  | 3 | 0 | 5  | 0 |
| Abdulaziz Al-Misha'an   | 1988-10-19 | 1. FK Příbram | 3  | 1 | 0 | 4  | 0 |
| Ahmed Al-Dhafiri        | 1992-01-09 | Qadsia SC     | 1  | 2 | 0 | 3  | 0 |
| Adel Matar              | 1991-02-22 | Qadsia SC     | 1  | 2 | 0 | 3  | 0 |
| Shereedah Al-Shereedah  | 1992-06-22 | Kuwait SC     | 1  | 2 | 0 | 3  | 0 |
| Faisal Al-Harbi         | 1991-10-09 | Al Jahra      | 1  | 1 | 1 | 2  | 1 |
| Abdulaziz Al-Salimi     | 1991-09-19 | Al-Arabi      | 1  | 1 | 1 | 2  | 1 |
| Saoud Al-Ansari         | 1991-09-16 | Qadsia SC     | 0  | 2 | 0 | 2  | 0 |
| Abdullah Al-Buraiki     | 1986-11-30 | Kuwait SC     | 1  | 0 | 0 | 1  | 0 |
| Sultan Al-Enezi         | 1992-09-29 | Qadsia SC     | 1  | 0 | 0 | 1  | 0 |
| Nasser Al-Shaqqath      | 1991-01-12 | Kuwait SC     | 1  | 0 | 0 | 1  | 0 |
| Talal Al-Fadhil         | 1990-08-11 | Kazma SC      | 0  | 1 | 0 | 1  | 0 |
| Hamad Al-Harbi          | 1980-05-07 | Kazma SC      | 0  | 1 | 0 | 1  | 0 |
| Abdulaziz Al-Khusaili   | 1991-09-15 | Al-Salmiya SC | 0  | 1 | 0 | 1  | 0 |
| Abdullah Al-Shamali     | 1988-01-18 | Al-Arabi      | 0  | 1 | 0 | 1  | 0 |
| Aanval                  |            |               |    |   |   |    |   |
| Yousef Al-Sulaiman      | 1990-10-09 | Ajman Club    | 12 | 1 | 6 | 13 | 6 |
| Bader Al-Muttwa         | 1985-01-10 | Qadsia SC     | 12 | 0 | 5 | 12 | 5 |
| Fahad Al-Rashidi        | 1984-12-31 | Al-Arabi      | 8  | 3 | 2 | 11 | 2 |
| Saif Al-Hashan          | 1990-01-29 | Qadsia SC     | 2  | 4 | 1 | 6  | 1 |
| Abdulhadi Khudhair      | 1990-12-19 | Kuwait SC     | 2  | 2 | 3 | 4  | 3 |
| Abdulrahman Al-Shammari | 1993-02-13 | Al Nasar      | 0  | 4 | 1 | 4  | 1 |
| Ahmad Al-Azemi          | 1984-05-13 | Qadsia SC     | 0  | 3 | 1 | 3  | 1 |
| Zabin Al-Enezi          | 1991-08-30 | Al Nasar      | 1  | 0 | 0 | 1  | 0 |